# Earth First!
Earth First! är ett löst sammansatt nätverk som bedriver miljökamp med stort fokus på aktivism och direkt aktion. Earth First! grundades i USA den 4 april 1980 av Dave Foreman, Mike Roselle, Howie Wolke, Bart Koehler och Ron Kezar.
Earth First! har varit involverade i flera uppmärksammade aktioner för att hindra avverkning av skog och stoppa dammbyggen som hotar känsliga ekosystem.
Idag finns det Earth First!-grupper i USA, Storbritannien, Kanada, Australien, Nederländerna, Belgien, Filippinerna, Tjeckien, Indien, Mexiko, Frankrike, Tyskland, Nya Zeeland, Polen, Nigeria, Slovakien, Irland, Italien och Spanien.